# Спарта (волейбольный клуб)
«Спа́рта» — российский женский волейбольный клуб из Нижнего Новгорода

## Достижения
- Первое место в чемпионате России 2018/2019 среди команд высшей лиги «А».

## История
Женская волейбольная команда «Спарта» (Нижний Новгород) была создана в 2000 году. В сезоне 2001/02 дебютировала в чемпионате России, заняв 9 место в 1-й лиге. С 2005 выступала в высшей лиге «Б» чемпионата России. В сезоне 2009/10 нижегородская команда заняла 2 место в высшей лиге «Б», а затем 3-е в переходном турнире команд высших лиг «А» и «Б», войдя тем самым в объединённую высшую лигу «А» чемпионата России 2010/11.
Если в сезоне 2011—2012 «Спарта» практически до последних туров была среди претендентов на выход в суперлигу, то в последних трёх чемпионатах (2012/13—2014/15) нижегородская команда выступала неудачно, занимая места в самом низу турнирных таблиц.
В сентябре 2015 года в положении нижегородских профессиональных команд по ряду игровых видов спорта произошли серьёзные изменения: мужской баскетбольный клуб «Нижний Новгород», мужской волейбольный клуб «Нижний Новгород» (бывшая «Губерния») и женский волейбольный клуб «Спарта» административно объединены на базе БК «Нижний Новгород». В 2016 соглашение об объединении было прекращено и волейбольный клуб «Спарта» вновь приобрёл самостоятельный статус. 
По итогам чемпионата России в высшей лиге «А» 2015/16 команда заняла 3 место и завоевала бронзовые медали, показав на тот момент своё высшее достижение за время участия в российских первенствах. После этого «Спарта» подала заявку на участие в суперлиге, но заявка была отклонена и сезон 2016/17 команда вновь провела в высшей лиге «А».
Чемпионат 2018/19 «Спарта» завершила победителем чемпионата России среди команд высшей лиги «А» и получила право на серию переходных матчей за путёвку в суперлигу с худшей командой главного дивизиона — саратовским «Протоном», но уступила ему в трёх играх.
В 2019 году волейбольный клуб «Спарта» стал лауреатом премии Нижегородской области «Лучшие в спорте» в номинации «Спортивная команда года».
В сезоне 2019/20 нижегородская команда стала 3-й в высшей лиге «А» и после отказа «Сахалина» от выступлений в суперлиге получила путёвку в главный дивизион чемпионата России. В своём дебютном сезоне в ведущем дивизионе «Спарта» заняла 12 место среди 14 команд. Также впервые была сформирована молодёжная команда «Спарта»-2, взявшая старт в Молодёжной лиге, где в итоге стала 13-й.
Под руководством Слободана Радивоевича в сезоне 2021—2022 команда «Спарта» заняла 13 место в Чемпионате. В следующем сезоне 2022—2023 «Спарта» улучшила свои позиции, финишировав на 12 месте. 
В 2023 Слободан Радивоевич вместе со своим ассиситентом Алексеем Степановым составили тренерский штаб красноярского «Енисея», а наставником «Спарты» назначен Станислав Саликов. 

## Результаты в чемпионатах России
| Сезон   | Лига                   | Место |
| ------- | ---------------------- | ----- |
| 2001/02 | Первая лига            | 9     |
| 2002/03 | Первая лига            | 5     |
| 2003/04 | Первая лига            | 3     |
| 2004/05 | Первая лига            | 2     |
| 2005/06 | Высшая лига Б (Европа) | 9     |
| 2006/07 | Высшая лига Б (Европа) | 3     |
| 2007/08 | Высшая лига Б (Европа) | 7     |
| 2008/09 | Высшая лига Б (Европа) | 6     |
| 2009/10 | Высшая лига Б (Европа) | 2     |
| 2010/11 | Высшая лига А          | 7     |
| 2011/12 | Высшая лига А          | 6     |
| 2012/13 | Высшая лига А          | 8     |
| 2013/14 | Высшая лига А          | 10    |
| 2014/15 | Высшая лига А          | 8     |
| 2015/16 | Высшая лига А          | 3     |
| 2016/17 | Высшая лига А          | 7     |
| 2017/18 | Высшая лига А          | 5     |
| 2018/19 | Высшая лига А          | 1     |
| 2019/20 | Высшая лига А          | 3     |
| 2020/21 | Суперлига              | 12    |
| 2021/22 | Суперлига              | 13    |
| 2022/23 | Суперлига              | 12    |
| 2023/24 | Суперлига              | 12    |
| 2024/25 | Суперлига              | 14    |

## Волейбольный клуб «Спарта»
Генеральный директор клуба — Дмитрий Фомин, спортивный директор — Алексей Кадочкин.

## Арена
Домашние матчи команда «Спарта» проводит во Дворце спорта «Заречье».

## Сезон 2024—2025

### Переходы
- Пришли: К. Меньщикова («Динамо» Краснодар), Е. Дороничева («Атом-Курск»), А. Емелина («Заречье-Одинцово»), К. Симонова («Северянка»), Т. Селютина («Уралочка-НТМК»).
- Ушли: А. Богданова, В. Архипова, В. Шубина, М. Тушова , У. Ермолаева, В. Нарзяева.
- Отзаявлена: Е. Дороничева.

### Состав
| №  | Имя, фамилия       | Год рождения | Рост | Амплуа      | Гражданство |
| -- | ------------------ | ------------ | ---- | ----------- | ----------- |
| 1  | Юлия Столбова      | 2002         | 186  | нападающая  | Россия      |
| 2  | Алеся Пироговская  | 1989         | 182  | нападающая  | Россия      |
| 4  | Софья Братчикова   | 2002         | 163  | либеро      | Россия      |
| 5  | Ксения Евстегнеева | 2000         | 187  | центральная | Россия      |
| 7  | Алина Шикалова     | 2003         | 183  | нападающая  | Россия      |
| 10 | Ксения Меньщикова  | 2002         | 186  | центральная | Россия      |
| 11 | Софья Сычёва       | 2002         | 175  | связующая   | Россия      |
| 16 | Ангелина Емелина   | 1998         | 186  | нападающая  | Россия      |
| 19 | Полина Ольховская  | 1999         | 192  | центральная | Россия      |
| 20 | Карина Симонова    | 2001         | 182  | нападающая  | Россия      |
| 23 | Татьяна Селютина   | 2002         | 179  | связующая   | Россия      |

- Главный тренер —  Станислав Саликов.
- Старший тренер — Александр Володин.
- Тренер-статистик — Александр Архипов.